# Gideon Scheepers
Gideon Jacobus Scheepers (Middelburg (Transvaal), 4 april 1878 - Graaff-Reinet, 18 januari 1902) was een Boerencommandant tijdens de Tweede Boerenoorlog.

## Boerenoorlog
Op 16-jarige leeftijd trad Scheepers toe aan de Transvaalse Artillerie in Pretoria. Hij werd opgeleid tot heliotropist en werd op jonge leeftijd met toestemming van president Paul Kruger naar de Oranje Vrijstaat gehaald om jonge mannen van de Vrijstaat-Artillerie les te geven in heliografie.
Ondanks zijn Transvaalse komaf vocht hij tijdens de Tweede Boerenoorlog onder leiding van de Vrijstaatse generaals Pieter Hendrik Kritzinger en Christiaan de Wet tegen de Britten. Hij werd al op jonge leeftijd gepromoveerd tot commandant en opereerde rondom Graaff-Reinet, waar hij zo'n 1300 krijgsgevangenen buit maakte. Ook trad hij hard op tegen vijandig gezinde Kapenaars.
Scheepers werd erg ziek, waarschijnlijk vanwege blindedarmontsteking, en beval zijn mannen om hem achter te laten voor de Britten. Hij werd op 10 oktober 1901 gevangengenomen en voor de Britse krijgsraad veroordeeld tot de doodstraf, bekrachtigd door Horatio Kitchener. Hij werd op 18 januari 1902 gefusilleerd en herbegraven om te voorkomen dat zijn graf een bedevaartsoord zou worden.
In 1978 werd bij de viering van zijn 100e geboortejaar bij Graaff-Reinet een monument ter ere van Scheepers onthuld.

## Verwijzingen
- Gideon Scheepers (1982) - een Afrikaanse film over het proces en de executie van Scheepers.
- In zowel Haarlem als Den Haag is er een Scheepersstraat te vinden, beide vernoemd naar Scheepers.